# Leionotoxenos
Leionotoxenos (лат.) — род веерокрылых насекомых из семейства Xenidae (ранее в Stylopidae). Новый Свет. Паразиты различных родов ос Eumeninae.

## Описание
Мелкие веерокрылые насекомые. Длина цефалоторокса самок варьирует от 0,88 до 1,7 мм, ширина от 0,72 до 1,68 мм. Отличается от родственного рода Eupathocera следующими признаками: лобная область с заметным покрытием сосочков; надусиковое сенсорное поле с морщинистой поверхностью, почти достигает рудиментарного усика; периантенальная область небольшая и нечёткая. Переднегрудь вентрально соединена с головой в той же плоскости, в отличие от обычно приподнятой у Eupathocera. Положение сенсилл на клипеальной лопасти не расширено на вентральную сторону клипеальной области, как у Xenos или Paraxenos. Зачатки торулуса обычно сохраняются. Мандибула не выступает из челюстной капсулы. В отличие от Paragioxenos, голова и переднегрудь вентрально ограничены родовым отверстием медиально и швом латерально. Паразиты ос трибы Odynerini (Vespidae: Eumeninae).

## Классификация
Более 10 видов. Род был впервые описан в 1909 году. В 1937 году синонимизирован с Pseudoxenos, затем в 1971 синонимизирован с Paraxenos, и восстановлен в 2022 году. Включён в отдельное семейство Xenidae (ранее подсемейство Xeninae в составе Stylopidae). Согласно Benda et al. (2019) род является частью клады, происходящей из Нового Света, с Eupathocera в качестве сестринской группы.
- Leionotoxenos arvensidis (Pierce, 1911)
- Leionotoxenos bishoppi (Pierce, 1909)
- Leionotoxenos foraminati (Pierce, 1911)
- Leionotoxenos fundati (Pierce, 1911)
- Leionotoxenos hookeri Pierce, 1909
- Leionotoxenos huastecae (Székessy, 1965)
- Leionotoxenos itatiaiae (Trois, 1984)
- Leionotoxenos jonesi (Pierce, 1909)typus
- Leionotoxenos louisianae Pierce, 1909
- Leionotoxenos neomexicanus (Pierce, 1919)
- Leionotoxenos prolificum (Teson & Remes Lenicov, 1979)
- Leionotoxenos robertsoni (Pierce, 1911)
- Leionotoxenos tigridis (Pierce, 1911)
- Leionotoxenos vigili (Brèthes, 1923)